# Ammonicera shornikovi
Ammonicera shornikovi is een slakkensoort uit de familie van de Omalogyridae. De wetenschappelijke naam van de soort is voor het eerst geldig gepubliceerd in 2003 door Chernychev.